# Corinne Schmidhauser
Corinne Schmidhauser, née le 30 mai 1964 à Zollikofen, est une ancienne skieuse alpine et une femme politique suisse membre du PLR.

## Coupe du monde
- Meilleur résultat au classement général : 12e en 1987
  - Vainqueur de la coupe du monde de slalom en 1987
  - 4 victoires : 4 slaloms
  - 8 podiums

### Saison par saison
- Coupe du monde 1985 :
  - Classement général : 29e
- Coupe du monde 1986 :
  - Classement général : 21e
    - 1 victoire en slalom : Vysoke Tatry
- Coupe du monde 1987 :
  - Classement général : 12e
    - Vainqueur de la coupe du monde de slalom
    - 3 victoires en slalom : Park City, Flühli et Zwiesel
- Coupe du monde 1988 :
  - Classement général : 16e
- Coupe du monde 1989 :
  - Classement général : 57e